# Takaya Inui
Takaya Inui (født 12. maj 1996) er en japansk fodboldspiller, som spiller for den japanske fodboldklub JEF United Chiba.